# باستان‌شناسی رسانه
باستان شناسی رسانه ای ، شاخه ای است که از طریق بررسی دقیق گذشته و همچنین بررسی انتقادی روایت های مسلط رسانه های مانند فیلم و تلویزیون، تلاش می کند به درک جدیدی از رسانه های در حال ظهور دست یابد. 